# Abbaye Notre-Dame de Lieu-Restauré
L'abbaye Notre-Dame de Lieu-Restauré est un ancien monastère de l'Ordre des chanoines réguliers de Prémontré situé sur le territoire de la commune de Bonneuil-en-Valois dans l'Oise, dans la vallée de l'Automne entre Crépy-en-Valois et Villers-Cotterêts. Elle a été fondée en 1131 à l'initiative de Raoul Ier de Vermandois, petit-fils d'Henri Ier de France. Elle a appartenu au diocèse de Soissons puis à celui de Beauvais.

## Histoire

### Fondation
En 1131, Raoul Ier de Vermandois, comte de Crépy, fait appel à des moines dirigés par Luc de Roussy, chanoine de Laon, du nouvel ordre des Prémontrés, récemment fondé près de Laon en 1120, pour desservir une ancienne chapelle d'une de ses résidences dans la vallée de l'Automne. En 1138, il leur offre des terres dans cette même vallée pour leur permettre de créer une abbaye, non loin de cette chapelle. Cette donation et la fondation officielle de l'abbaye est confirmée par une charte soussignée par Pierre, évêque de Senlis et par Bernard de Clairvaux lui-même. L'abbaye est rattachée à l'abbaye de Cuissy, dont l'abbé nomme Haymond premier abbé. La fondation est confirmée par une bulle du pape Eugène III. Une communauté de femmes vit sur place pour une durée limitée, dans un lieu séparé.
Restaurant un lieu déjà consacré, elle prend le nom de Locus Restauratus. Pour autant, selon l'archéologue Jean-Luc François, l'ancienne chapelle et la maison de Raoul devaient être situés un peu plus haut dans la vallée, à l'endroit de l'actuelle ferme de la Grange-au-Mont, qui a longtemps été la ferme de l'abbaye.

### Les évolutions de l'abbaye au Moyen Âge
Les religieux de l'ordre des Prémontrés sont des prêtres assurant le service d'une paroisse. Ils desservent ainsi les paroisses de Bargny, Morcourt, actuelle commune de Feigneux et Macquelines, actuelle commune de Betz. L'abbaye bénéficie très vite de donations de terres et de dîmes dans les villages des environs. Pour autant, du fait du service des moines dans les paroisses, peu de religieux sont présents en permanence sur place.
L'abbaye prend la forme au XIIe siècle, d'une abbaye au plan de type cistercien, avec une église à chevet plat de 50 m de long, orientée est-ouest, un cellier à l'ouest, des cuisines et le réfectoire au sud, couvert d'une voûte, et à l'est, dans le prolongement du transept de l'église, le bâtiment principal, dans lequel se trouvaient la sacristie, la salle capitulaire, le scriptorium, le parloir. Au centre se trouvait le cloître. Un autre bâtiment extérieur servait probablement d'infirmerie. Quelques modifications des bâtiments apparaissent dans la seconde moitié du XIIe siècle, avec le rehaussement notamment de certains bâtiments, sans doute en raison de l'humidité du fond de la vallée.
Au XIIIe siècle, d'autres modifications interviennent avec le creusement d'un canal maçonné de drainage au sud, et l'agrandissement du bâtiment principal qui va jusqu'à enjamber le canal. Au niveau de la voûte, au-dessus du canal, se trouvaient les latrines, donnant sur le même canal. Au début du XIVe siècle, le chœur est agrandi dans le style gothique, avec des chapelles rayonnantes.
Lors de la guerre de Cent Ans, les moines sont, semble-t-il, contraints de se réfugier au donjon de Vez en 1417. L'abbaye est détruite au cours du XVe siècle, sans doute dans les années 1430. Elle est en partie reconstruite à partir des années 1450 pour être achevée dans le courant du XVIe siècle. L'église est reconstruite dans le style gothique flamboyant. La rose est datée de 1540. Par contre, le cloître n'est sans doute pas reconstruit. Elle est de nouveau pillée par les troupes huguenotes lors des guerres de Religion en 1567. Pour financer les nouvelles restaurations nécessaires, l'abbaye vend sa terre de Vez en 1570.

### Le régime commendataire
Le régime de commende est instauré en 1564-1566. Par exemple Jean de Bertier, né à Toulouse en 1556, originaire d'une puissante famille parlementaire, chanoine et archidiacre de Toulouse, fut abbé commendataire de Saint-Pierre de Mas-Garnier, Saint-Sever de Rustan, Saint-Vincent de Senlis et de Lieu-Restauré, aussi évêque de Rieux entre 1602 et sa mort survenue en 1620. Il est attesté comme prieur de Saint-Tutuarn en 1605.
Les travaux sont poursuivis par les premiers abbés commendataires tels que Adam de Heurtelou. Mais la situation se dégrade dans le courant du XVIIe siècle. À la suite d'une plainte des moines contre leur abbé commendataire au sujet de la mauvaise répartition des revenus de l'abbaye, ils obtiennent apparemment gain de cause par de nouvelles rentrées d'argent. Ils lancent de nouvelles constructions à partir de 1700. Jusqu'en 1712, le bâtiment principal est entièrement reconstruit. Entre 1715 et 1726, un nouveau cloître est construit, ainsi qu'une hôtellerie, un logis abbatial ainsi que la reprise des bâtiments annexes et du mur d'enceinte. Seule l'église n'est pas fondamentalement transformée, si ce n'est pas le percement de fenêtres.
Pendant cette période, l'abbaye connait un regain d'intérêt spirituel. L'ordre des Prémontrés connaît une réforme de sa règle au début du XVIIe siècle. L'abbaye reçoit les reliques de saint Colomb, sainte Lucide et de sainte Constance en 1685 ainsi que celles de saint Étienne au début du siècle suivant. En 1766, le Lieu-Restauré est érigé en paroisse pour les habitants des alentours. À la veille de la Révolution, l'abbaye compte des terres à Vez, à Vauciennes, la ferme de la Grange-au-Mont et une tuilerie à Ivors. Dans l'enceinte de l'abbaye, celle-ci possède un moulin, un pressoir et un vivier. L'inventaire de la bibliothèque recense 1 085 livres.

### Dissolution de l'abbaye et destin des bâtiments
À la Révolution française, l'abbaye est vendue en tant que bien national les 18 et 19 décembre 1791. Il reste alors six moines sur place. Un marchand de bois de Boursonne l'achète et vend les pierres des bâtiments et les bois alentour. L'ensemble est acheté en 1800 par le général Leclerc. Sa famille le revend en 1828. Les bâtiments conventuels sont détruits à partir de cette date. L'abbatiale voit la destruction de son clocher puis de son chœur. Elle est successivement transformée en féculerie, en entrepôt, en ferme. Des travaux sont entrepris en vue de cette dernière transformation en 1877.
En 1964, une association de sauvegarde se crée, qui depuis cette date a commencé la restauration de l'édifice. L'association organise des chantiers de bénévoles pour la restauration sous l'égide de l'Union REMPART. L'église est classée au titre des monuments historiques par arrêté du 12 avril 1965, puis une partie de l'abbaye est inscrite le 13 septembre 2015.
L'ancienne abbaye est ouverte à la visite les week-ends d'avril à octobre.

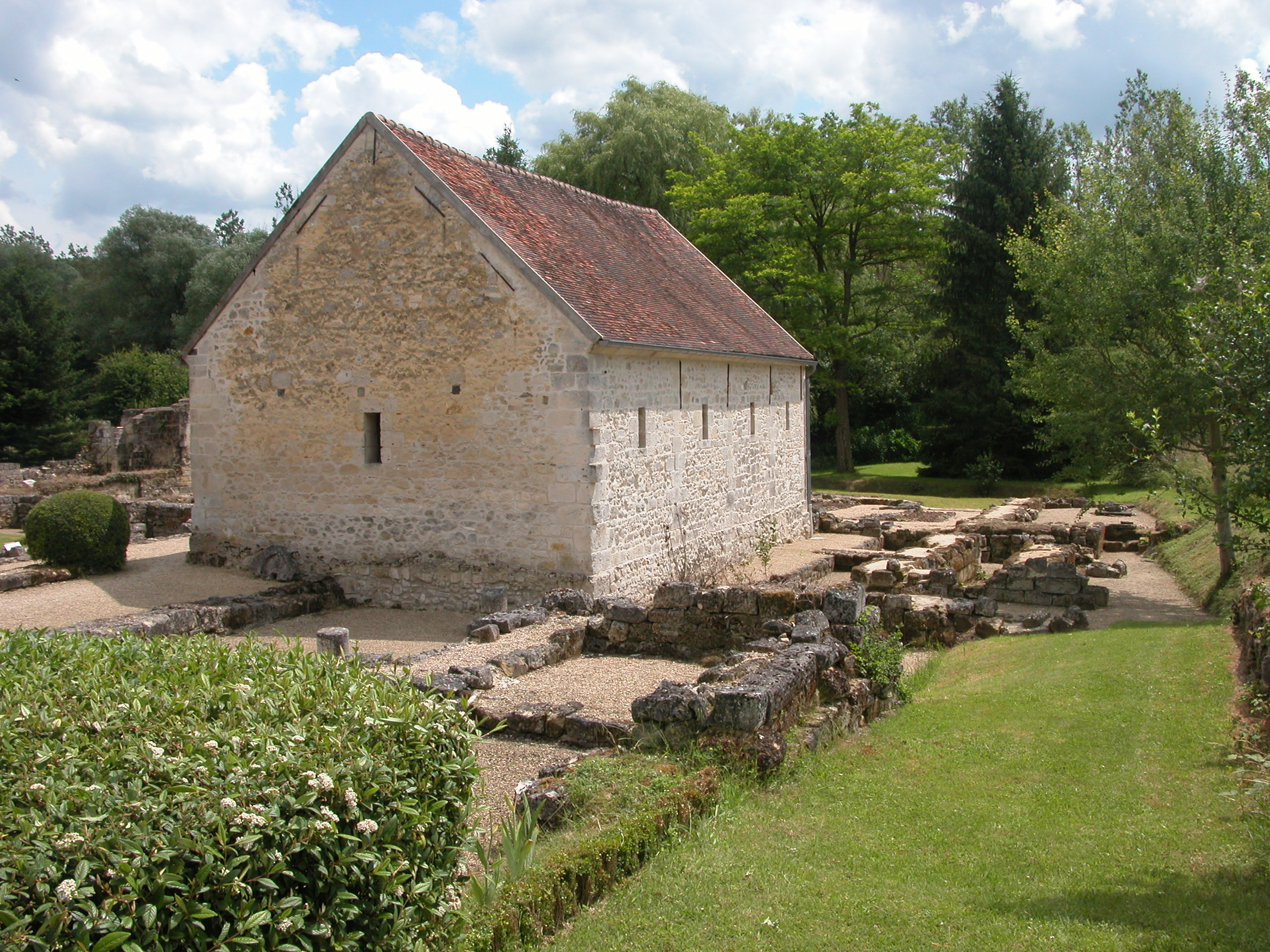
Restes des bâtiments conventuels après leur destruction au XIXe siècle.
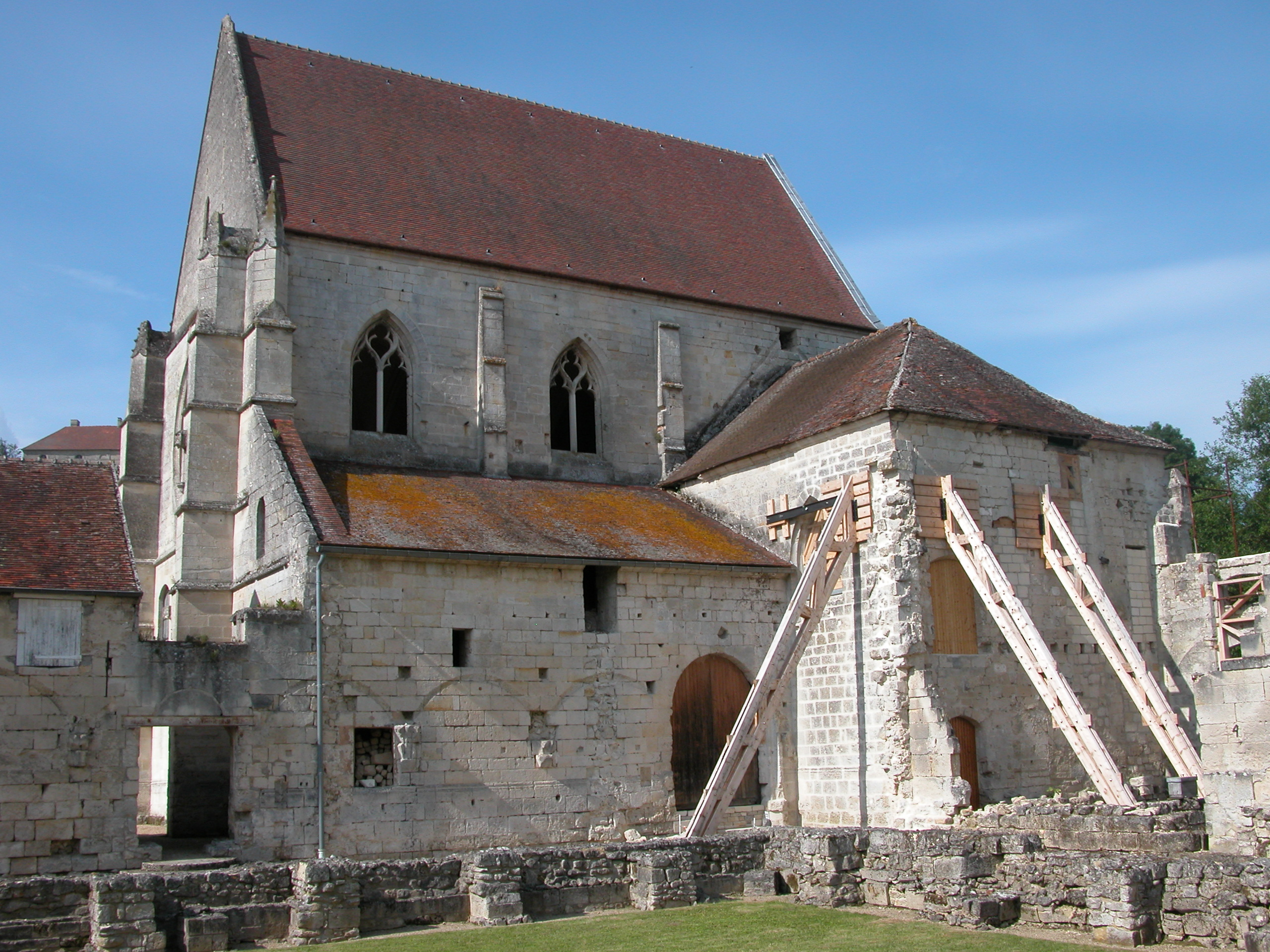
Étaiement du transept (2008). Vue depuis le cloître.
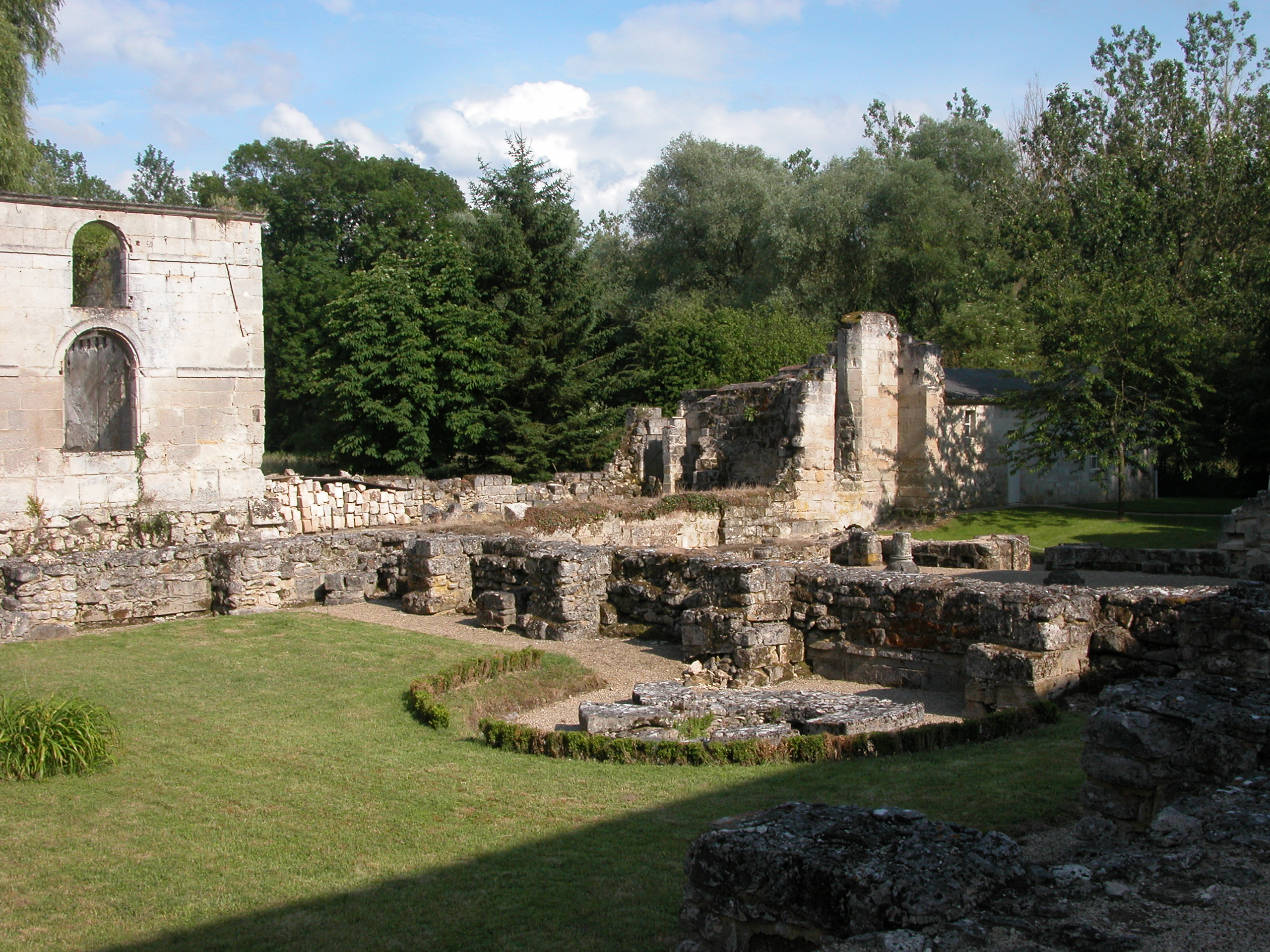
Vestiges du cloître.
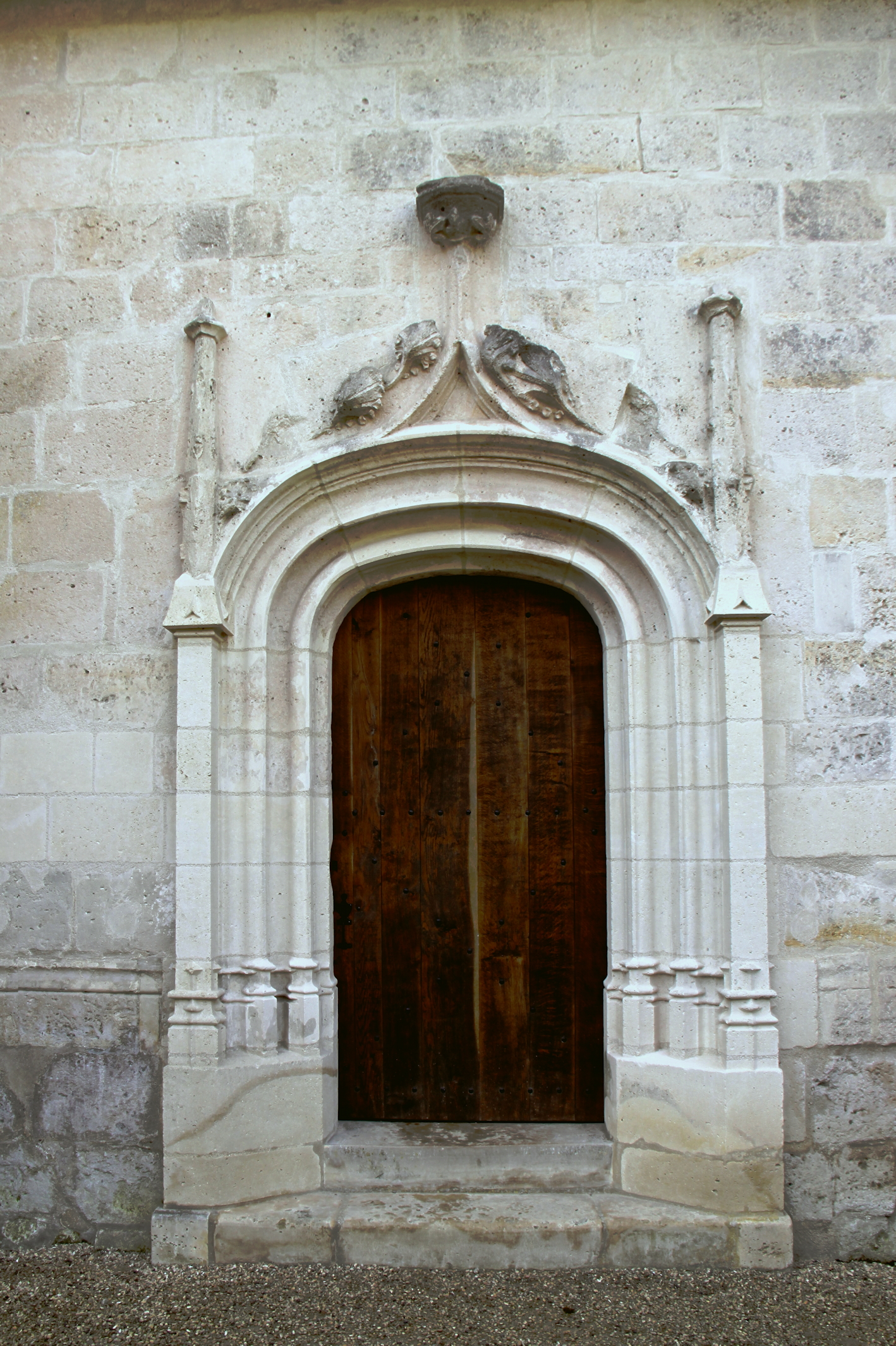
Porte des morts, entrée du cimetière.
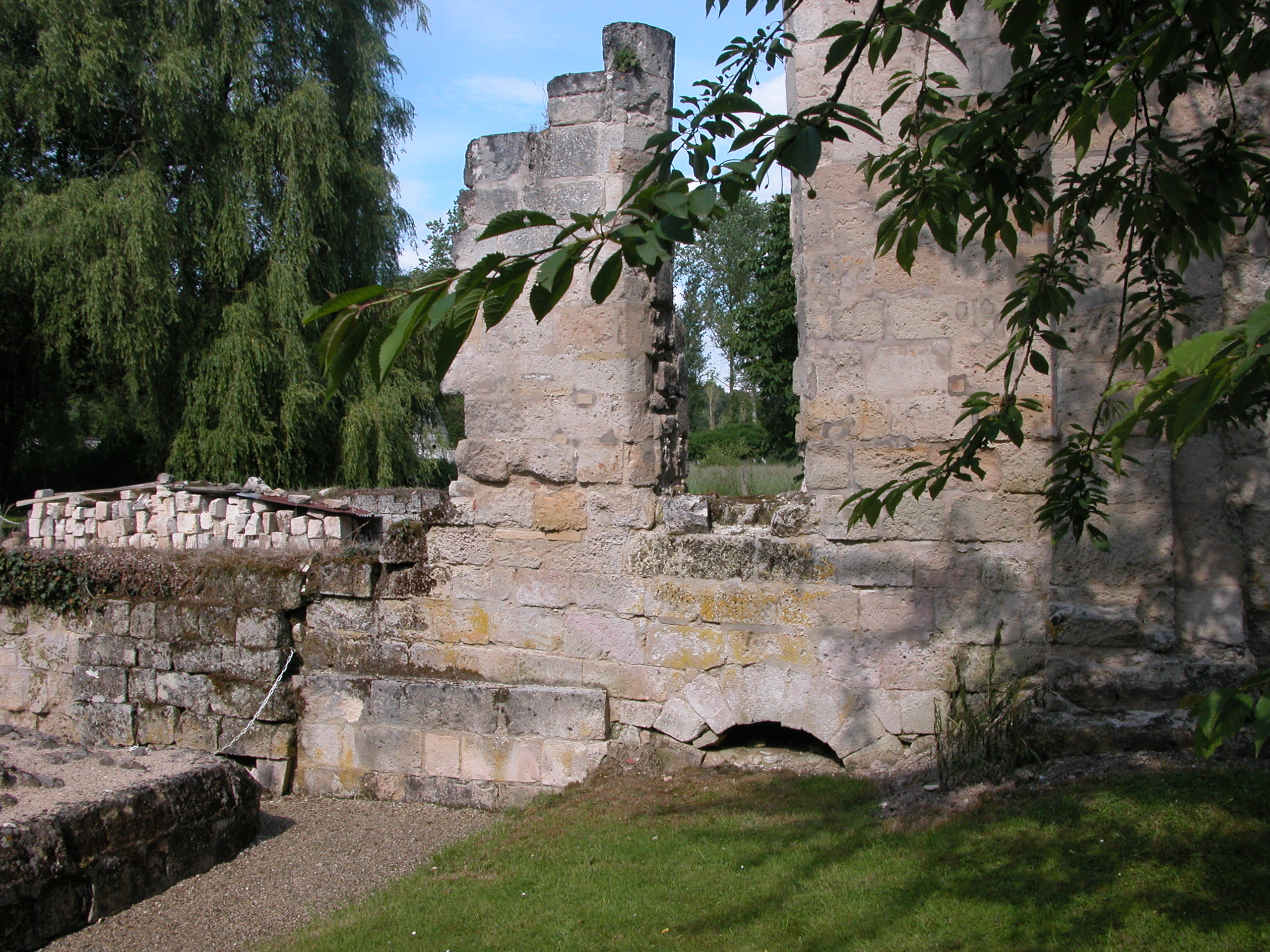
Vestiges du réseau hydraulique médiéval.
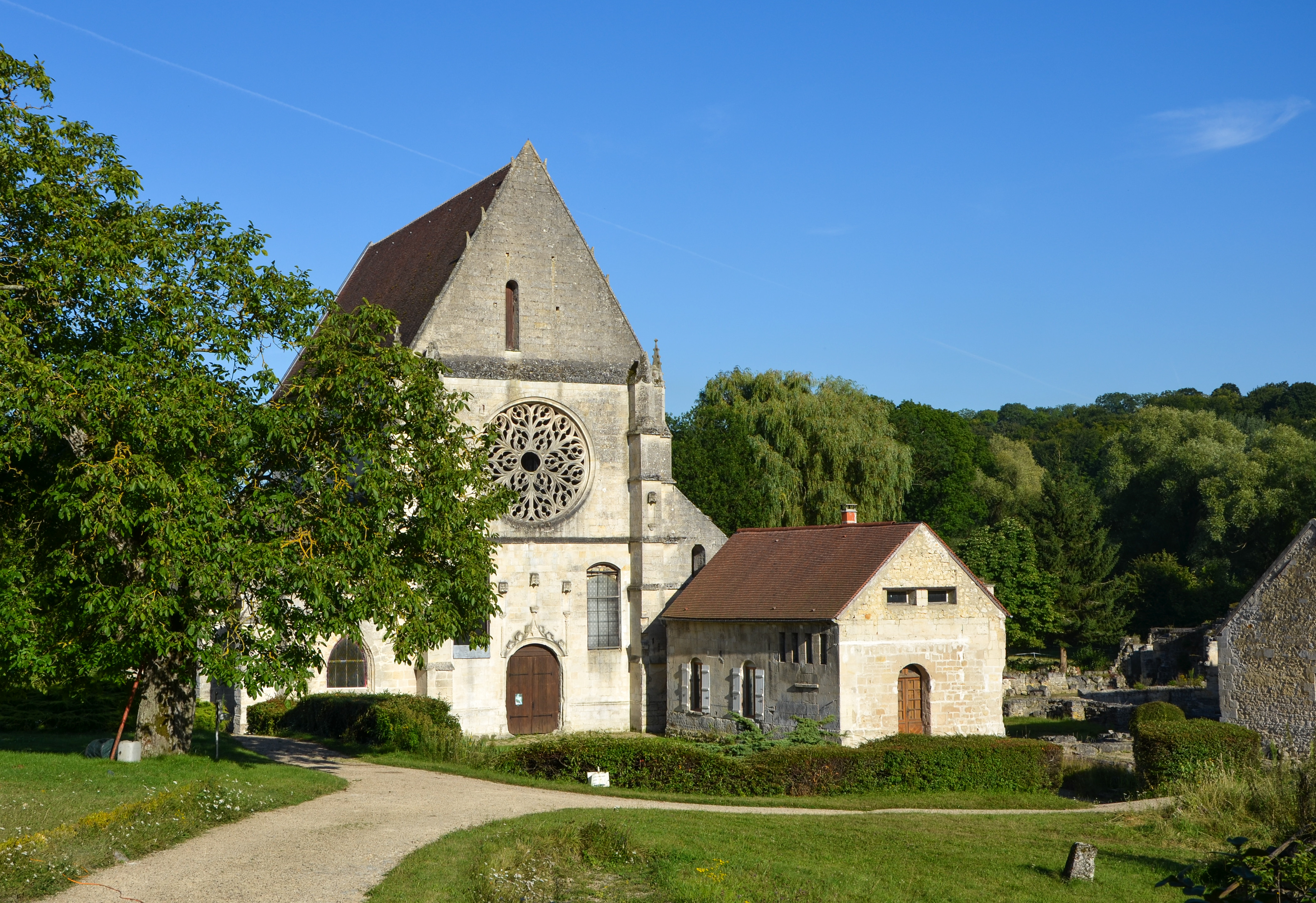
L'abbaye en 2012.